# Wolfgang Sidka
Wolfgang Sidka (Lengerich, 26 maggio 1954) è un allenatore di calcio ed ex calciatore tedesco, di ruolo difensore.
Vanta 333 presenze e 44 reti in Bundesliga, 60 incontri e 16 gol nella seconda divisione tedesca, 38 partite e 10 marcature in DFB-Pokal e 21 sfide con 5 realizzazioni in Coppa UEFA.

## Palmarès

### Giocatore

#### Competizioni internazionali
- Coppa Piano Karl Rappan: 1

Hertha Berlino: 1971, 1973, 1976, 1978

### Allenatore

#### Competizioni internazionali
- Coppa Intertoto UEFA: 1

Werder Brema: 1998